# Jeftin trik
Jeftin trik je prvi studijski album mlade rock-grupe Replica, objavljen 2008. u izdanju Croatia Recordsa, koji sadrži 12 pjesama. Na albumu gostuju Krešo Oremuš (usna harmonika), Igor Tatarević (klavijature) te Nikolina Fistrić, Vanda Jirasek i Martina Geber (prateći vokali).

## Popis pjesama
1. Prva pa ljubavna
2. Beštija
3. Vrata
4. Vlak za nigdje
5. Kiša
6. Nova
7. Mali oglas
8. Hvala
9. Savršen dan
10. Posljednji pokušaj
11. Kraj
12. Zauvijek

Pjesma  Vlak za nigdje je već objavljena 2008. kao singl. Sve pjesme osim Vrata, Kiša i Mali oglas nalaze se na prethodna dva demoalbuma.